# Pensament divergent

El pensament divergent és un procés o mètode de pensament utilitzat per generar idees creatives explorant diverses possibles solucions. Sovint es produeix de manera espontània, de forma fluïda, «no lineal», de manera que es generen moltes idees d'una manera cognitiva emergent. S'exploren moltes solucions possibles en poc temps i s'estableixen connexions inesperades. Després del pensament divergent, les idees i la informació s'organitzen i s'estructuren mitjançant el pensament convergent, que segueix un conjunt particular de passos lògics per arribar a una solució, que en alguns casos és una solució «correcta».
El psicòleg Joy Paul Guilford va encunyar per primera vegada els termes pensament convergent i pensament divergent el 1956.

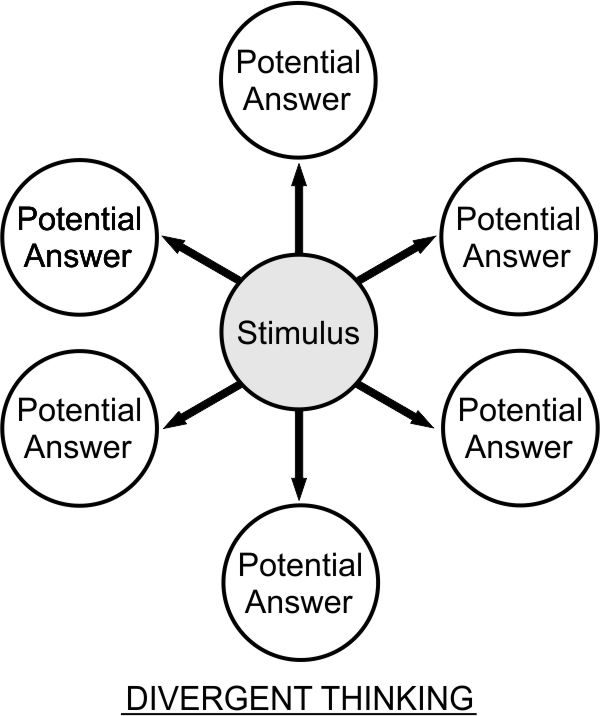
Mapa conceptual de com funciona el pensament divergent

## Pràctica
Les activitats que promouen el pensament divergent inclouen la creació de llistes de preguntes, la reserva de temps per al pensament i la meditació, la pluja d'idees, el mapatge de temes i mapes conceptuals, el manteniment d'un diari, la participació en jocs de rol de sobretaula, la creació d'art i l'escriptura lliure. En l'escriptura lliure, una persona se centra en un tema concret i escriu sense parar durant un curt període de manera automàtica.

## Joc infantil
S'han establert paral·lelismes entre el joc d'infants en edat infantil i el pensament divergent. En un estudi documentat per Josefa Nina Lieberman, es va examinar la relació entre aquests dos aspectes, amb la ludicitat «conceptualitzada i definida operativament en cinc trets: espontaneïtat física, social i cognitiva, alegria manifesta i sentit de l'humor». L'autora va assenyalar que durant l'estudi, mentre atenia el comportament dels infants durant el joc, «va observar diferències individuals d'espontaneïtat, matisos d'alegria i sentit de l'humor que impliquen una relació entre les qualitats anteriors i alguns dels factors que es troben en l'estructura intel·lectual d'adults i adolescents creatius». Aquest estudi va posar en relleu el vincle entre els comportaments del pensament divergent o la creativitat en la ludicitat durant la infància i els que es van mostrar en anys posteriors, en adolescents i adults creatius.
Les futures oportunitats d'investigació en aquesta àrea podrien explorar un estudi longitudinal d'infants en edat preescolar i el desenvolupament o evolució de les capacitats del pensament divergents al llarg de l'adolescència fins a l'edat adulta, per a demostrar el vincle establert entre el joc i el pensament divergent en la vida posterior. Aquest estudi a llarg termini ajudaria les famílies i el professorat a identificar aquest comportament en infants, específicament a una edat a la qual es pot reforçar si ja es mostra o donar suport si encara no es mostra.

## Efectes dels estats d’ànim positiu i negatiu
En un estudi de la Universitat de Bergen, es van examinar els efectes dels estats d'ànim positiu i negatiu sobre el pensament divergent. Van participar prop de dos-cents estudiants d'art i psicologia, primer mesurant el seu estat d'ànim amb una llista de verificació d'adjectius abans de començar les tasques requerides. Els resultats van mostrar una clara distinció en el rendiment entre aquells amb un estat d'ànim positiu i negatiu autoinformat:
Una sèrie d'estudis relacionats van suggerir un vincle entre l'estat d'ànim positiu i la promoció de la flexibilitat cognitiva. En un estudi del 1990, aquesta hipòtesi es va examinar amb detall i «es va trobar que els participants de l'estat d'ànim positiu eren capaços de veure relacions entre conceptes», a més de demostrar habilitats avançades «per a distingir les diferències entre conceptes». Aquest grup d'investigadors va establir un paral·lelisme entre «les seves troballes i la resolució creativa de problemes argumentant que els participants amb un estat d'ànim positiu són més capaços de diferenciar i integrar informació inusual i diversa». Això demostra que els subjectes tenen un avantatge cognitiu diferent quan realitzen tasques relacionades amb el pensament divergent amb un estat d'ànim elevat. Més investigacions podrien fer d'aquest tema un pas més per explorar estratègies eficaces per a millorar el pensament divergent en un estat d'ànim negatiu, per exemple, com passar d'una «optimització d'estratègies» a «estratègies satisfactòries» en lloc de centrar-se en «la qualitat de les seves idees», per tal de generar més idees i solucions creatives.

## Efectes de la privació del son
Tot i que s’han dut a terme poques investigacions sobre l'impacte de la privació del son en el pensament divergent, un estudi de James Horne il·lustrà que fins i tot quan es manté la motivació per tenir un bon rendiment, el son encara pot afectar el rendiment del pensament divergent. En aquest estudi, dotze subjectes van ser privats de son durant trenta-dues hores, mentre que un grup de control de dotze persones van mantenir una rutina normal de son. El rendiment dels subjectes tant en una tasca de fluïdesa de paraules com en un desafiant test de planificació no verbal es va veure «deteriorat significativament per la pèrdua de son», fins i tot quan es controlava el factor de motivació personal per tenir un bon rendiment. Aquest estudi va mostrar que fins i tot «una nit de pèrdua de son pot afectar el pensament divergent», que «contrasta amb el resultat de les tasques de pensament convergent, que són més resistents a la pèrdua de son a curt termini». La investigació sobre la privació del son i el pensament divergent es podria explorar a nivell biològic o químic per identificar la raó per la qual el funcionament cognitiu, en relació amb el pensament divergent, es veu afectat per la falta de son i si hi ha una diferència en el seu impacte si els subjectes es veuen privats de son REM en comparació amb el son no REM.